# District de Dunajská Streda
Le district de Dunajská Streda est l'un des 79 districts de Slovaquie dans la région de Trnava.

## Démographie

### Évolution de la population
| Année:               | 1994.   | 2004.   | 2014.   | 2024.   |
| -------------------- | ------- | ------- | ------- | ------- |
| Nombre de personnes: | 110 887 | 114 217 | 118 499 | 127 827 |
| Différence:          |         | +3,00 % | +3,74 % | +7,87 % |

| Année:               | 2023.   | 2024.   |
| -------------------- | ------- | ------- |
| Nombre de personnes: | 127 025 | 127 827 |
| Différence:          |         | +0,63 % |

## Liste des communes
Source :

### Ville
Calais
- Dunajská Streda
- Šamorín
- Veľký Meder

### Villages
- Báč
- Baka
- Baloň
- Bellova Ves
- Blahová
- Blatná na Ostrove
- Bodíky
- Boheľov
- Čakany
- Čenkovce
- Čiližská Radvaň
- Dobrohošť
- Dolný Bar
- Dolný Štál
- Dunajský Klátov
- Gabčíkovo
- Holice
- Horná Potôň
- Horné Mýto
- Horný Bar
- Hubice
- Hviezdoslavov
- Jahodná
- Janíky
- Jurová
- Kľúčovec
- Kostolné Kračany
- Kráľovičove Kračany
- Kútniky
- Kvetoslavov
- Kyselica
- Lehnice
- Lúč na Ostrove
- Macov
- Mad
- Malé Dvorníky
- Medveďov
- Mierovo
- Michal na Ostrove
- Nový Život
- Ňárad
- Ohrady
- Okoč
- Oľdza
- Orechová Potôň
- Padáň
- Pataš
- Povoda
- Rohovce
- Sap
- Štvrtok na Ostrove
- Topoľníky
- Trhová Hradská
- Trnávka
- Trstená na Ostrove
- Veľká Paka
- Veľké Blahovo
- Veľké Dvorníky
- Vieska
- Vojka nad Dunajom
- Vrakúň
- Vydrany
- Zlaté Klasy